# Route 21 (Terre-Neuve-et-Labrador)
Pour les articles homonymes, voir Route 21.
La route 21 est une route tertiaire de la province de Terre-Neuve-et-Labrador, située dans l'est de l'île de Terre-Neuve, sur la péninsule d'Avalon. Elle relie principalement Torbay à Pouch Cove, passant à l'ouest, vers la baie Conception. Elle est une route faiblement empruntée. De plus, elle est nommée Bauline Line et Pouch Cove-Bauline Rd., mesure 16 kilomètres, et est une route asphaltée sur l'entièreté de son tracé.

## Tracé
La 21 débute sur le tout nouveau Torbay Bypass, la route 20, à l'ouest de la ville. Elle débutait autrefois dans le centre de la ville, 2 kilomètres à l'est, sur la rue Torbay, l'ancienne route 20. Elle se dirige vers le nord-ouest-ouest pour 8 kilomètres, jusqu'au sud-est de Bauline, où elle tourne vers le nord-nord-est. Elle suit ensuite la rive sud-est du parc provincial Marine Drive sur 5 kilomètres, puis elle se termine au terminus nord de la route 20, à Pouch Cove.

## Attrait
- Pouch Cove Museum

## Parc Provincial
- Parc Provincial Marine Drive, entre les kilomètres 10 et 14

## Communautés traversées
- Torbay
- Bauline
- Pouch Cove